# Партија шаха с оцем
„Партија шаха с оцем” је југословенски ТВ филм из 1966. године. Режирао га је Србољуб Станковић а сценарио су написали Михајло Ковач и Мирко Ковач.

## Улоге
| Глумац                | Улога |
| --------------------- | ----- |
| Мирослав Алексић      |       |
| Бранка Петрић         |       |
| Душко Стевановић      |       |
| Данило Бата Стојковић |       |